# アメリカ海軍調査研究所
座標: 北緯38度49分25秒 西経77度01分04秒 / 北緯38.8235度 西経77.017861度
アメリカ海軍調査研究所（英: United States Naval Research Laboratory, NRL）は、アメリカ海軍とアメリカ海兵隊の調査研究所。活動内容は、基礎科学研究、応用研究、技術開発、プロトタイピングなど。専門分野としてプラズマ物理学、宇宙物理学、材料工学、戦術的電子戦の研究などが含まれている。トーマス・エジソンの切望により1923年に設立されたNRLは、最初に設立されたアメリカ政府機関の研究所のひとつであり、現在は海軍研究事務所傘下である 。

## 調査
NRLは海軍にとって重要な基礎研究および科学的研究と技術開発を行っている。1923年の設立以来、科学分野での画期的発明や技術など数多くの成果を生み出している。研究所が貢献した幾つかの軍事機密技術は、現在では一般的に利用されているものであり、このことから2011年に機密情報が一般公開されている。NRLは機密扱いではない1,398項目に関する科学や技術に関しての論文、資料、本を出版している。2008年、NRLのナノテクノロジーに関する特許件数はIBM、カリフォルニア大学に次いで第三位にランクしている。なおNRLの年間研究費用は10億ドルである。

### NRLの研究分野
- 先端通信技術、光学、赤外線センサー
- 自立システム
- コンピューターサイエンスと人工知能
- 指向性エネルギー技術
- 電子機器、電子光学機器技術
- 電子戦
- 保守性、信頼性の改善、および継続可能テクノロジー
- 技術に対する環境への影響
- 画像調査とシステム
- 情報技術
- 海洋地質学
- 材料工学
- 気象学
- 海洋音響
- 海洋学
- 宇宙システムと技術
- 監視およびセンサー技術
- 深海技術

2014年のNRL研究項目：車両装甲技術、高出力レーザー、遠隔操作爆発物の検出、スピントロニクス、混合ガスを使用した爆発物と力学、レールガン技術、秘匿核物質の検出、炭素機器、高出力超高周波数（35〜220 GHz）アンプ、音響センシング、情報量が多い海岸線マッピング、北極圏天気予報、エアロゾルの解析と予測、高密度プラズマ、ミリ秒パルサー、ブロードバンドレーザーデータリンク、仮想ミッションオペレーションセンター、バッテリー技術、フォトニック結晶、カーボンナノチューブエレクトロニクス、電子センサー、メカニカルナノ共振器、ソリッドステート化学センサー、有機光エレクトロニクス工学、ニューラル電子回路インターフェース、自己組織化ナノ構造。

## 所在
NRLのメインキャンパスは、ワシントンDC地区、最南端付近にあるアナコスティア-ボーリング共同基地の直ぐ隣に位置する。